# Lekeitio
Lekeitio, Lekitto (familier) en basque ou Lequeitio en espagnol est une commune de Biscaye dans la communauté autonome du Pays basque en Espagne.
Le nom officiel de la ville est Lekeitio.

## Étymologie
Son nom paraît être une déformation de legoitio signifiant « Endroit sur le Lea », se référant à la rivière. On dit que c'est la façon la plus ancienne de dire sable, Legar (« gravier ») preuve de nom ; goiti signifie lieu important de goi (haut) et ti (suffixe de lieu) et o (un suffixe assez commun : Bilbao, Sestao, Ugao, Otxandio, etc.) paraît se référer a endroit ou emplacement, et non à la ville. Celui-ci viendra plus tard, devenant le nom de l'endroit, c'est-à-dire Lekeitio serait lieu sur le Lea ou lieu sur le sable.

## Géographie
Située dans le nord-ouest de la comarque de Durangaldea et sur le littoral oriental de la province, la ville de Lekeitio est ouverte sur la mer par une petite baie qui a en son centre l'île de San Nicolás, île accessible à pied à marée basse. La rivière Lea se transforme en ria à son l'embouchure et sépare Lekeitio de sa voisine l'elizate de Mendexa. Tant la ria que la plage sont utilisées par les habitants de la ville. Dans le bassin de la rivière, il y a eu, et il reste encore quelques-uns des chantiers navals.
Lekeitio est limitrophe des communes suivantes : au nord la mer, au sud et à l'ouest Ispaster et à l'est Mendexa.

### Quartiers
Les quartiers de Lekeitio sont: Artadi, San Antolin et Larrotegi Auzotegia.

## Communications
Les communications de Lekeitio, comme celles de toute la comarque, sont très déficientes. La principale par la route provinciale BI-3405 qui relie ville avec la route BI-633 qui la communique, par la vallée de l'Artibai au noyau principal de communications qui est la route nationale N-364 et l'autoroute AP-8, qui unissent Bilbao, capitale de la province et à 54 km de Lekeitio, avec Saint-Sébastien, capitale de la province voisine du Guipuscoa distante de 72 km. La BI-633 communique aussi avec Ondarroa et de là, par la côte, à Deba.
Depuis Ondarroa on peut arriver à Lekeitio par la route côtière BI-638. La vallée du Lea communique avec la ville de Lekeitio par la route provinciale BI-3447 et la BI-3328, on arrive à Guernica qui est distante de 22 km.
Pour accéder au chemin de fer il faut se déplacer jusqu'à Deba ou jusqu'à Traña-Matiena ou à Durango.

## Hydrographie

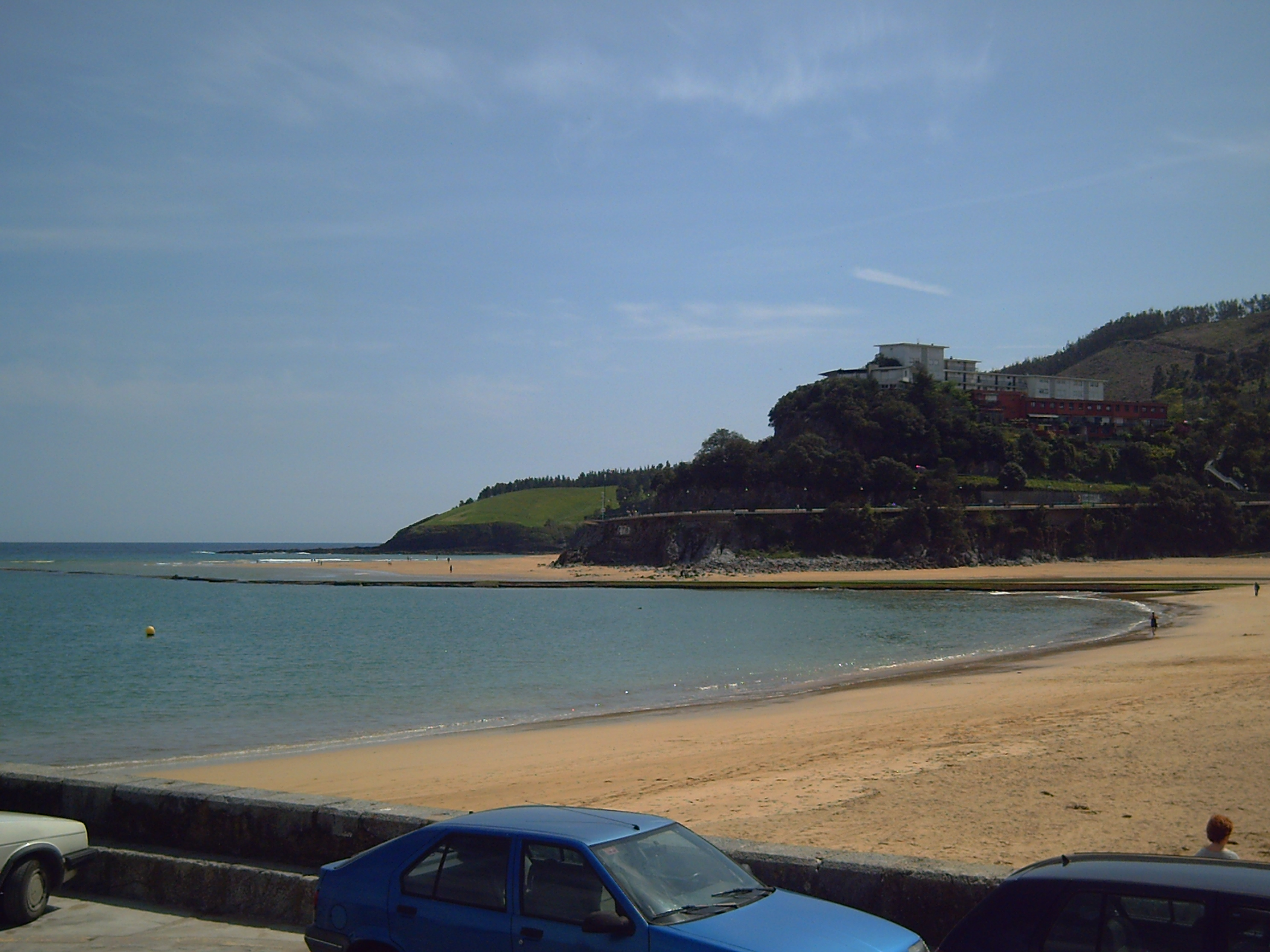
Une des plages de Lekeitio

La rivière Lea, qui vient depuis la montagne Oiz, se jette dans la rivière dans des terres d'Ispaster. La rivière s'élargit et donne lieu à un marais qui a été conquise par différents travaux humains. Il faut souligner la présence d'une construction navale, dans de petits chantiers navals du rivage et d'un moulin à marée.
La petite extension de la municipalité fait qu'on ne trouve que deux plages, toutes les deux du côté du Lea, une d'elles, celle de Karraspio, appartient à la municipalité de Mendexa, et celle d'Isuntza, de Lekeitio, mais de toutes les deux, ont toujours été utilisées par les habitants de Lekeitio.

## Orographie
La ville de Lekeitio est implantée dans les pentes des montagnes Otoio (399 m) et de Lumentza, qui descend doucement vers la mer. Le territoire est montagneux, la zone maritime étant libre. La rivière Lea ouvre une vallée entre les différents monts. La côte est draguée à l'exception de la baie formée par le Lea et l'île de Saint Nicolas.

## Économie
L'économie de ville de Lekeitio a toujours été rattachée à la mer. La pêche a été sa base et moteur. En un certain temps le transport maritime a aussi été une source de recettes significative. Autour de la pêche et de la mer un bon nombre d'industries auxiliaires et des conserves sont apparues.
Le secteur primaire: la pêche a été la base économique de la municipalité. La faible extension de son territoire empêche d'autres activités de ce secteur, bien qu'ils aient quelques fermes qui pratiquent une agriculture d'autoconsommation.
Le secteur secondaire: lié aux activités marines maintient deux industries de conserves et certaines de réparation de bateaux.
Le secteur des services: basée sur le tourisme et l'hôtellerie est le secteur qui a davantage d'essor et celui qui est appelé à être le nouveau moteur économique. Quant aux services aux citoyens ils sont couverts pour les besoins de base dans la même ville mais pour les plus importantes il faut aller dans les villes plus importantes des environs comme Durango ou Guernica et même à la capitale pour résoudre quelques nécessités.

## Histoire

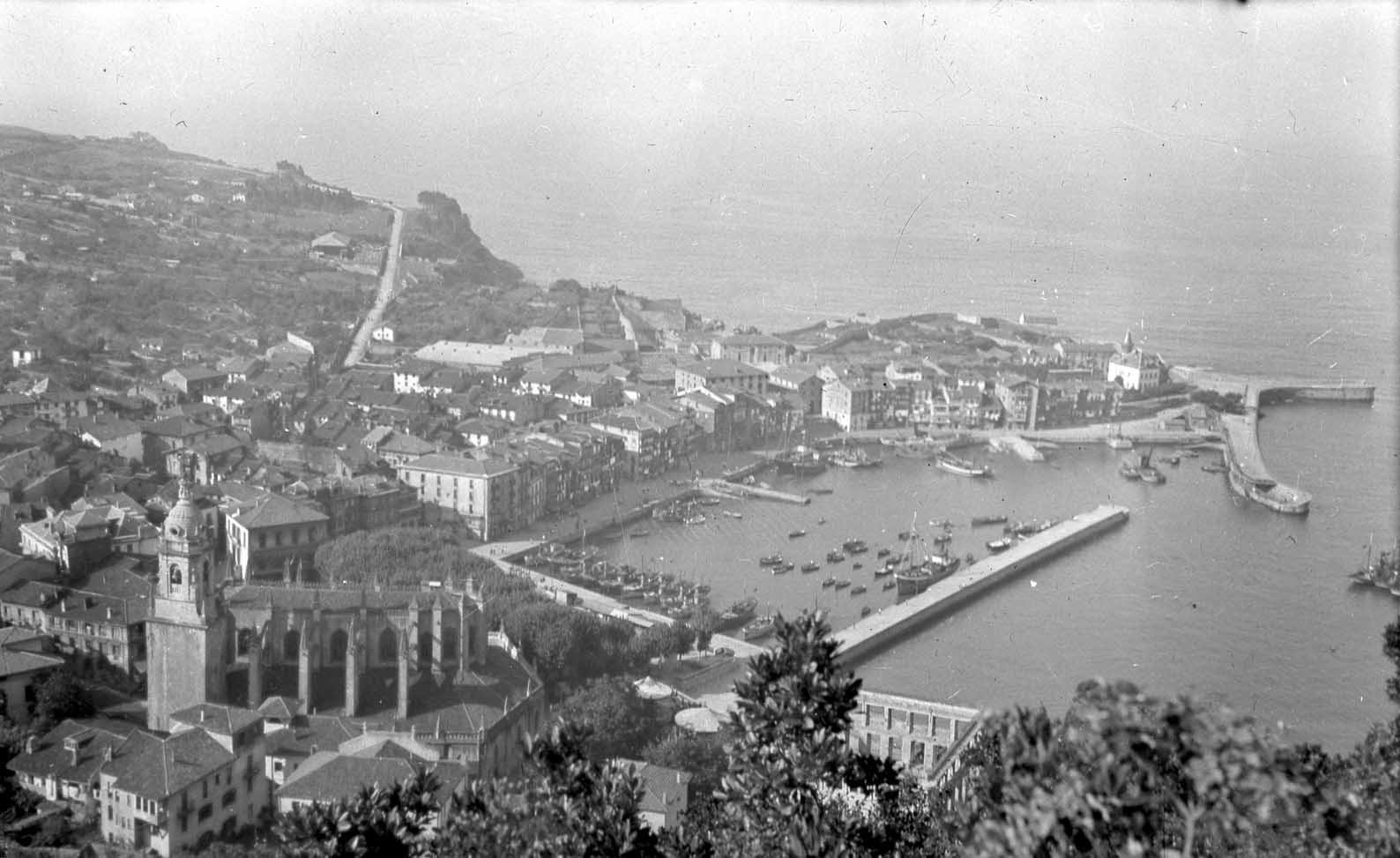
Le port en 1945

La présence humaine dans le territoire de la ville de Lekeitio remonte à la Préhistoire et est documentée par les restes trouvés dans la grotte de Lumentza. Ces restes comprennent une période de temps qui va depuis le Paléolithique Supérieur jusqu'à la romanisation, quelques indices indiquent que la grotte a pu être habitée dans la période Aurignacien. Ce gisement a été étudié par Telesforo Aranzadi et  José Miguel de Barandiarán pendant les années 1930. Il y a aussi des découvertes, moins intéressantes, dans la grotte d'Armintxe et dans les grottes d'Antzoriz où s'est installée une communauté collectant des mollusques et crustacés.
Il y a des indices de règlement d'époque romaine datée entre fin du Ier et début du Ve siècle.
1325 Maria Díaz de Haro, Dame (Seigneurie) de Biscaye, fonde la ville de Lekeitio et lui accorde sa lettre au peuple dans laquelle on la dote des juridictions correspondantes et des limites concrètes. La non acceptation des limites accordées par la Dame de Biscaye par les habitants des elizates qui entouraient la ville, et appartenant à la Tierra Llana de Biscaye, a donné lieu à de nombreux conflits.
En 1334 le roi Alphonse XI confirme la lettre au peuple et la juridiction accordée à la ville et ordonne de lever les murailles. La juridiction accordée à la ville de Lekeitio lui permettait, entre autres, l'élection de son organe de gouvernement, le Concejo, avec ses correspondants regidores (régisseurs) et maire.
Une particularité de la juridiction de Lekeitio était que la ville était copropriétaire des biens de l'église de Santa María en ayant accordé son patronat. Ceci lui permettait d'administrer les revenus de ses propriétés et de désigner les ecclésiastiques. Ils ont développé les décrets municipaux qui sont considérés comme les plus anciens du territoire historique biscaïen. Ces décrets réglaient les aspects de la coexistence entre les habitants de Lekeitio. Ils disposaient aussi de droits et privilèges relatifs à la navigation et à la pêche. Ceci a donné lieu au développement du transport maritime et, à son ombre, la réalisation d'actes de piraterie avec participation de la patente de corso (Lettre de marque).
La pêche a été une activité fondamentale à la ville depuis sa création. L'organisation de l'activité de pêche était réglée par les décrets de mareantes et contrôlée par la Confrérie des pêcheurs de San Pedro. Celui-ci était tellement important qu'ils avaient le droit de choisir un maire qui exerçait pour le reste de la population de la ville.
Le développement des activités maritimes a favorisé l'établissement de toute une industrie consacrée à la construction et à la réparation navale, dont les derniers restes peuvent encore être appréciés au début du XXIe siècle.
Pour l'année 1381 il existait déjà un port qui, alors, était situé dans la zone de la rivière du Lea. Au XVe siècle on a construit l'actuel port, qui sera, postérieurement réformé avec la construction nouveaux quais et d'une jetée, destinée à éviter l'ensablement. Jusqu'à la fin du XIXe siècle ou débuts du XXe siècle on ne résoudra pas la problématique portuaire.
La pêche a été l'économie de base de la municipalité. À partir de l'année 1500 jusqu'en 1900 Lekeitio a été le second port en importance de la province jusqu'à son déplacement par le voisin d'Ondarroa. Parmi les espèces pêchées il faut souligner l'importance la chasse à la baleine, qui a été pratiquée pendant le Moyen Âge et l'ère moderne. Tellement importante que cette ressource a représenté dans le blason d'armes de la ville.
À la fin du XXe siècle la pénurie de captures et les problèmes avec les lieux de pêche font que l'activité de pêche entre en crise. La crise de pêche influence les autres secteurs qui sont en rapport avec cette activité. En remplaçant la pêche on développe une importante activité touristique qui exploite l'enchantement et le glamour qu'a élu la ville par les gens qui y venaient en villégiature.
Le 1er décembre 1981, la vice-conseillère de l’administration locale résout de changer le nom officiel de la ville de Lequeitio par Lekeitio.

## Rivalité entre Ondarroa et Lekeitio
La rivalité existante entre Ondarroa et sa voisine Lekeitio dépasse les rivalités vicinales typiques qui sont généralement habituelles. Dans le cas de ces deux villes la rivalité se perd dans l'histoire. Avant leur fondation les habitants des terres qui seront occupées ensuite par ces villes s'étaient déjà faits face. Les guerres banderizas, dans lesquelles se sont affrontés les oñaciens et gamboins ont aussi servi de pretexte pour la confrontation entre ceux d'Ondarroa et ceux de Lekeitio.
Les seigneurs féodaux de Lekeitio étaient du côté oñacien tandis que ceux d'Ondarroa et de Berriatua étaient du côté gamboins. À Lekeitio les familles Yarza et Licona (qui s'établira ensuite à Ondarroa) tandis qu'à Ondarroa et Berriatua étaient les « Arancibia ». Il y a des témoignages, comme ceux que donne Lope García de salazar dans son livre Bienandanzas y fortunas, de conflits de guerre entre les deux familles qui dominaient l'économie de ses lieux respectifs et auxquels étaient assignées ses habitants.
Avec la fondation des villes d'Ondarroa et de Lekeitio et en raison d'une indétermination des limites sont apparus des problèmes et des procès entre les habitants de toutes les deux. Le plus grand procès, qui a duré plus de 100 ans, était en rapport avec l'extraction de bois d'Amallo sans qu'on paye l'impôt par ceux de Lekeitio. Le procès a été résolu pour ceux de Leketio avec la sentence qu'ils donnèrent en 1338, un comité d'hommes bons des deux villes et qui le 29 janvier 1379 sera confirmée par le seigneur de Biscaye Juan Núñez de Lara et en 1386 et 1396 par le roi de Castille. Quelques années avant, en 1347 il avait été déjà manqué pour Lekeitio dans un autre problème de limites qui se pose à nouveau en 1374 avec un résultat semblable.
Pour la terre on a eu cette classe de procès, dans la mer, les deux villes de pêche, ont aussi eu des problèmes. Dans la pêche à la baleine, qu'on pratiquait généralement proche de la côte avec des vigies dans cette dernière, il est apparu à beaucoup d'occasions le conflit de qui l'avait vue en premier ou même, celui qui restait avec cette dernière une fois blessée. Sur la pêche de la baleine il y a un témoignage écrit depuis 1233, quand le roi Alphonse VIII de Castille accordera des privilèges à Mutriku. En 1581 il y a la certitude par une sentence de conflit dans la chasse d'une baleine entre Lekeitio et Ondarroa et le 3 mai 1644, on publie une écriture de capitulation qui essaye de régler la chasse à la baleine.
Les décrets sont modifiés en 1676, mais des problèmes sont toujours apparus jusqu'à la disparition de ces dernières.
Non seulement la baleine a été problématique, il y a aussi eu conflit avec les cordas qu'ils ont dû effectuer des accords en 1568. La pêche de la langouste a aussi été source conflit et confrontation qui a terminé en 1763 après 14 procès. Ceux de Lekeitio incitent à l'interdiction de la langouste aux pêcheurs d'Ondarroa dans tout le littoral biscaïen jusqu'à Zumaia. Cette fois la justice a donné la raison aux ondarrais.
Au début du XXe siècle la confrontation a été en recrudescence et s'étend à tous les voisins. Les faits sont contextualisés dans les essais de régates de 1926 et le drapeau de la Concha, maximum galardón dans ce sport au Pays basque. Les événements ont pris un tel calice qu'a dû intervenir le gouverneur civil à l'ordre aux deux villes et à ses gens. Les faits commencent avec l'empêchement des habitants de Lekeitio dont les ondarrais pourraient apporter une traînière nouveau qui avait été chargé à cette ville. Le malaise ondarrais a demandé aux habitants de Lekeitio que ses bateaux n'amarrent pas ni commercialisent de produits au quai à Onadarroa. Des jours avant la régate de la Concha une lutte à Lekeitio se produit entre des habitants de cette ville et d'Ondarroa et le 5 septembre, dans la régate de la Concha, le Club sportif Aurrera d'Ondarroa gagne le drapeau et on délie une série d'épisodes violents entre les habitants des deux villes, discussions, insultes entre des chauffeurs de transport qui parcouraient les deux localités, cris sur le marché contre les vendeurs de poisson de Lekeitio… mais la chose est aggravée quand on publiera des vers en basque que les autorités de Lekeitio trouvent injurieux. Les vers de José Burgoa et José Brontxe, qu'ils raillent les perdants, sont un motif de sanction par l'autorité provinciale. La rivalité est maintenue vive dans les deux localités.

## Patrimoine

### Patrimoine civil
- Mairie : du XVe siècle est un bâtiment typique baroque destiné au siège du conseil.
- Tour Turpin : du XVIe siècle effectuée en style de transition du gothique à la Renaissance.
- Palais Uriarte : du XVIIe siècle est un palais baroque construit en entourant une tour précédente. Il est Monument National.
- Tour Zahar : est le bâtiment le plus ancien de la ville.
- Palais Uribarria : du XVIIIe siècle.
- Muraille coupe-feux : du XVe siècle destinée à protéger la ville des nombreux incendies qu'elle subissait.

### Patrimoine religieux

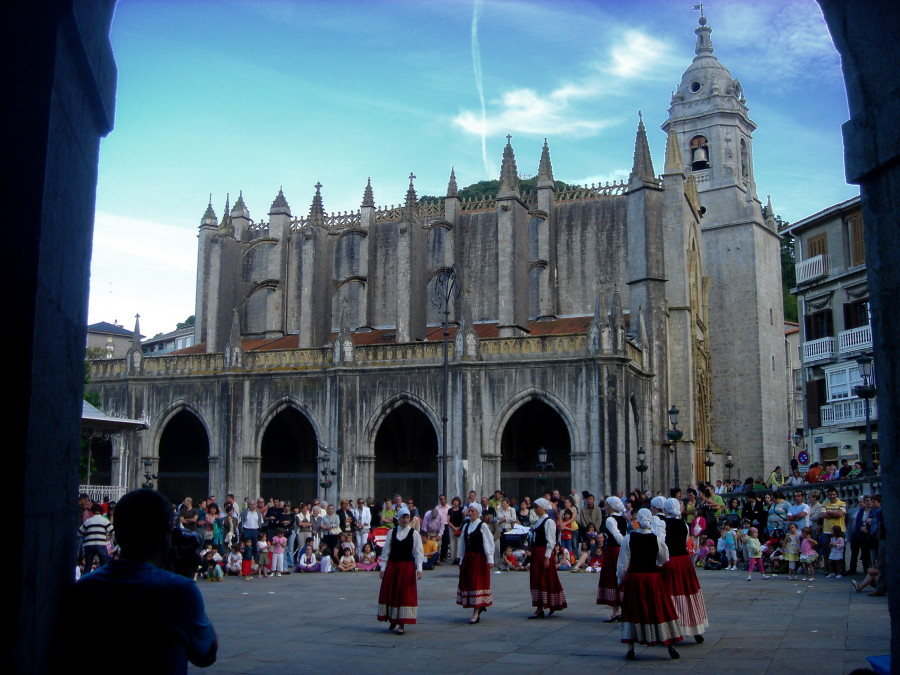
Basilique de la Asunción de Nuestra Señora.

- Basilique de la Asunción de Nuestra Señora : date du XVe siècle et est une construction gothique tardive déclarée monument national. Son extérieur, et spécialement la façade occidentale, et son retable gothique flamand superbe du XVIe siècle, considéré comme le meilleur de Biscaye, ainsi qu'une hauteur mariana (Antiguako Ama en basque) du XIIe siècle, dans son retable baroque propre.

## Personnalités liées à la commune
- Resurreccion Maria Azkue (1864-1951) : philologue, musicologue et prêtre. Président de l'Académie de la langue basque) et membre de l'académie royale espagnole.
- Pedro Bernardo Villarreal de Berriz (1669 - 1740) : ingénieur.
- Juan Maria Altuna (1828 - 1868) : musicien. né à Durango. Il a été celui qui collabore avec José Maria Iparraguirre dans la composition du Gernikako Arbola (l'hymne basque).
- Eusebio Maria Azkue (1813 - 1873) : professeur et poète.
- Eusebio Erkiaga (1912 - 1993) : poète et écrivain.
- Santiago Brouard (1919 - 1984) : politique.
- Rufo Atxurra (1911 - 2002) : photographe et documentaliste.
- Isidro Salines Gaminde (1915 - 2001) : médecin.

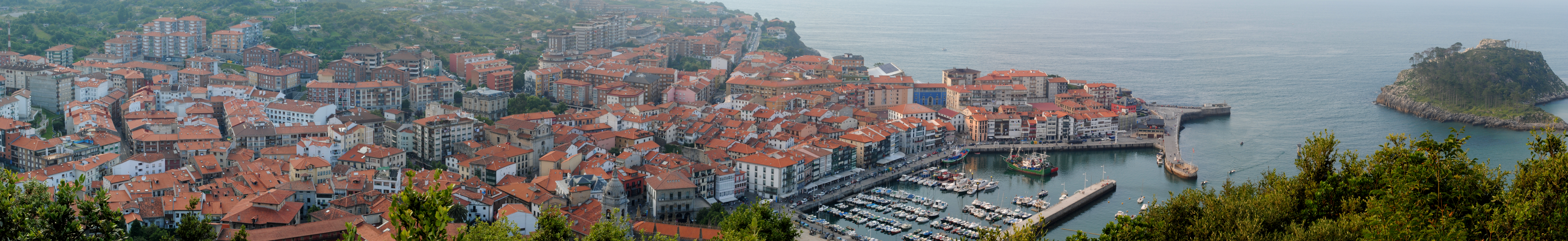
Vue générale du port et de la commune

### Sources
- (es) Cet article est partiellement ou en totalité issu de l’article de Wikipédia en espagnol intitulé « Lequeitio » (voir la liste des auteurs).